# Leonard Roberts
Leonard Roberts, född 17 november 1972, är en amerikansk skådespelare. Han har medverkat bland annat i Smallville som Nam-Ek och Heroes som D.L. Hawkins.